# Pavle Fukarek
Pavle Fukarek (* 16. Juli 1912 in Sarajevo; † 17. Februar 1983 ebenda) war ein jugoslawischer Forstwissenschaftler, Dendrologe, Botaniker, Biogeograph und Pflanzensoziologe, dessen Arbeitsgebiet allgemeine Fragen zur Waldvegetation der Balkanhalbinsel, insbesondere Bosniens und der Herzegowina, umfassen. Pavle Fukarek war ab 1961 Professor der Forstwirtschaftlichen Fakultät Sarajewo und ab 1967 korrespondierendes und ab 1976 ständiges Mitglied der Bosnischen Akademie der Wissenschaften und Künste (ANUBiH) (Akademija nauka i umjetnosti Bosne i Hercegovine). Er war Befreiungskämpfer im kommunistisch geführten Kampf der Jugoslawischen Partisanen gegen die deutsche Okkupation und unter anderem Träger der Auszeichnung ZAVNOBiH für sein Lebenswerk.

## Wissenschaftlicher Werdegang
Das Gymnasium schloss Pavle Fukarek in Sarajevo ab, 1939 diplomierte er an der Fakultät für Landwirtschaft und Forst in Zagreb und promovierte daselbst 1952. Nach dem Studium arbeitete Fukarek einige Jahre in der Forstdirektion Sarajevo und war dort der forstwirtschaftlichen Abteilung in Nevesinje zugeteilt. 1942–1943 war er im Lager Mostar und Nevesinje inhaftiert. Danach arbeitete er in der Forstdirektion Mostar und schloss sich 1944 den Partisanen zuerst in Trebinje und danach den ZAVNOBiH in Jajce und Fojnica an. Nach dem Krieg arbeitete Fukarek im Ministerium für Forsten und der Planungskommission Bosniens und der Herzegowina. 1948 wurde er Hochschullehrer an der Hochschule für Gebirgsökonomie, 1949 ging er als Dozent an die spätere Forstwissenschaftliche Fakultät in Sarajewo. 1961 bekam er dort eine ständige Professur zugesprochen. 1949–1954 leitete er das Biologische Institut der Sarajewer Hochschule. Als Leiter des Departements für Forstbotanik initiierte er das Herbarium sowie eine kartographische Abteilung.

## Werk
Fukarek hat über 300 wissenschaftliche Arbeiten veröffentlicht, davon viele auf Deutsch zu floristischen, taxonomischen und pflanzensoziologischen Themen zur Weißtanne, Kiefern, den Balkan-Buchenwäldern, sowie zur Serbischen Fichte. Fukarek gilt als der bedeutendste Dendrologe und einer der bedeutendsten Pflanzensoziologen des ehemaligen Jugoslawien. Auf seine Initiative hin wurden insbesondere die Urwaldforschung und der Schutz der Urwaldreservate, insbesondere im Nationalpark Sutjeska (Urwald Peručica), auf dem Territorium Bosniens entscheidend gefördert und dazu zwei Monografien veröffentlicht. Fukareks Werk wurde durch eine Sonderausgabe der Bosnischen Akademie 1983 gewürdigt.
Pavle Fukarek war neben seiner Arbeit an der Vegetationskartierung Jugoslawiens einer der Hauptautoren in beiden Ausgaben der Šumarska Enciklopedija (deutsch Enzyklopädie des Waldes).
Die Baumarten, denen Fukarek insbesondere sein Augenmerk gewidmet hat, waren Griechischer Ahorn, Schlangenhaut-Kiefer, Weißtanne, Serbische Fichte u. a.

## Mitgliedschaften
Fukarek war Mitglied der Société botanique de France (Paris), der Bayerischen botanischen Gesellschaft (München), der Zoologisch Botanischen Gesellschaft (Wien), der International Dendrology Society (London), sowie einer der Gründer und zweimaliger Leiter der Ostalpin-Dinarischen Gesellschaft.